# ويليام إتش. باور
ويليام إتش. باور هو محامي وسياسي أمريكي، ولد في 6 يونيو 1850 في ويلكسبورو في الولايات المتحدة، وتوفي في 11 مايو 1910. نشط حزبياً في الحزب الديمقراطي. وقد انتخب عضو مجلس ولاية كارولاينا الشمالية ‏ وانتخب عضو مجلس نواب كارولينا الشمالية ‏ وانتخب عضو مجلس النواب الأمريكي.